# Дејан Милићевић (фотограф)
Дејан Милићевић (Београд, 4. јун 1970) српски је модни фотограф и редитељ музичких спотова. Познат је као редитељ бројних музичких спотова за музичаре из бивше Југославије.

## Режија
- Љубићу ноћас —
- Последње вече — Драгана Мирковић
- Биће ми како кад — Драгана Мирковић
- Данима — Драгана Мирковић
- Сама — Драгана Мирковић
- Ја успомену чувам — Драгана Мирковић
- Ја имам те а ко да немам те — Драгана Мирковић
- Ево добро сам — Драгана Мирковић
- Печат на уснама — Драгана Мирковић
- Непожељна — Драгана Мирковић
- Теци ми кроз вене — Драгана Мирковић
- Љуби или убиј — Драгана Мирковић
- Данак љубави — Драгана Мирковић
- Депресиван дан — Драгана Мирковић
- Тровање — Драгана Мирковић
- Не бих ја била ја — Лепа Брена
- Метак са посветом — Лепа Брена
- Уради то - Лепа Брена
- Уђи слободно - Лепа Брена
- Бриши ме - Лепа Брена
- Стаклено звоно - Лепа Брена
- Бибер - Лепа Брена
- Ватра — Ана Николић
- Биографија - Дара Бубамара
- Јаче јаче - Дара Бубамара
- Још једна у низу — Мина Костић
- Груди од бетона — Мина Костић и Игор Икс
- Арсеник — Славица Трипуновић
- Не могу годинама — Данијела Вранић
- Знам — Фуад Бацковић Дин и Жанамари Перчић
- Тврдоглава — Ивана Електра
- Само једно реци ми — Екстра Нена
- Вештица из Србије — Funky G и Врчак
- Бибер и чоколада — Мартин Вучић
- Једва на ногама стојим - Данијел Ђокић
- Шејк јур бади - Данијел Ђокић
- Ај лајк ит лајк дис - Данијел Ђокић
- Локо локо - Харикејн
- Гаћице — Гога Секулић
- Губим контролу — Гога Секулић
- Катастрофа — Гога Секулић
- Секси бизнисмен — Гога Секулић
- Лудача — Јелена Карлеуша
- Преживећу — Јелена Карлеуша
- Слатка мала — Јелена Карлеуша
- Управо остављена — Јелена Карлеуша
- Љуби ме — Калиопи
- Лепа а сама — Катарина Остојић Каја
- Буди ме — Константин Тино Кајшаров и Стеван Томашевић
- Где сам грешила — Марина Висковић
- Човек мог живота — Миа Борисављевић
- Стварно се исплатило — Неда Украден
- Није ти добро — Неда Украден и
- Мућас грасијас - Неда Украден
- Мало еротике - Марта Савић
- Неверна — Никола Буровац
- Опасно безобразна - Никола Буровац
- Црно и златно — Сека Алексић
- Острво туге — Селма Бајрами
- Промијени се — Селма Бајрами
- Опа опа бато - Александра Бурсаћ
- Жена старија — Стоја
- Београд — Светлана Ражнатовић
- Црвено — Светлана Ражнатовић
- Доказ — Светлана Ражнатовић
- Фатална љубав — Светлана Ражнатовић
- Неодољив, неумољив — Светлана Ражнатовић
- Неваљала — Светлана Ражнатовић
- Није монотонија — Светлана Ражнатовић
- Знам — Светлана Ражнатовић
- Тебе волим — Тамара Тодевска, Врчак и Адријан Гаџа
- Инцидент — Тања Савић
- ГОООЛ — Тијана Дапчевић
- Екстра — Тина Ивановић
- Имаш ме у шаци — Жељко Самарџић
- Како да не — Миа Борисављевић
- Човек мог живота - Миа Борисављевић
- Грува грува - Миа Борисављевић
- Куку леле - Ем-Си Стојан
- Мој драги — Анабела
- Заборав — Ана Николић
- Баксузе - Ана Николић
- Шеф станице — Моделс
- Марионета - Екстра Нена
- У хладној води -  Екстра Нена
- Рањено срце - Јелена Ћеранић
- Секси Санта Клаус - Лазар Живановић
- Неће ми бити жао - Тоца
- Промаја - Катарина Остојић Каја
- Љубав не постоји - Катарина Остојић Каја и Ненад Цвијетић
- Get out of my life - Андреа Демировић
- Не плачи мала - Данијел Алибабић
- Фајтер -  Данијел Алибабић
- Заплакаћеш ти због мене - Маја Моралес
- Психо - Ана Кокић
- Ко манијак - Тина Ивановић
- Прати ме пратим те - Давор Марковић
- Етикета - Љупка Стевић
- Ео - Милена Вучић
- Нађи нову љубав - Саша Матић
- Пакуј се моја невјеро - Осман Хаџић
- Ламборџини - Ана Севић
- Све је узалуд - Милица Тодоровић
- Валентина - Душан Стојановић
- Лажов ноторни - Цеца и Саша Матић
- Само ми судите поштено - Александра Младеновић
- Сећања - Александра Младеновић
- Проклето мушко - Јасна Миленковић Јами
- Милф - Јасна Миленковић Јами
- Ово је љубав - Јована Типшин
- Сан за један дан - Марина Перазић
- Драгане - Маја Николић
- Иду - Наташа Којић
- Јабука - Зорана Павић
- Морнари - Зорана Павић
- Жетва - Зорана Павић
- Плима и осека - Зорана Павић
- Пробај ме - Зорана Павић
- Зли дечаци - Зорана Павић